# Conocephalus brincki
Conocephalus brincki är en insektsart som beskrevs av Lucien Chopard 1955. Conocephalus brincki ingår i släktet Conocephalus och familjen vårtbitare. Inga underarter finns listade i Catalogue of Life.